# Raul Midón

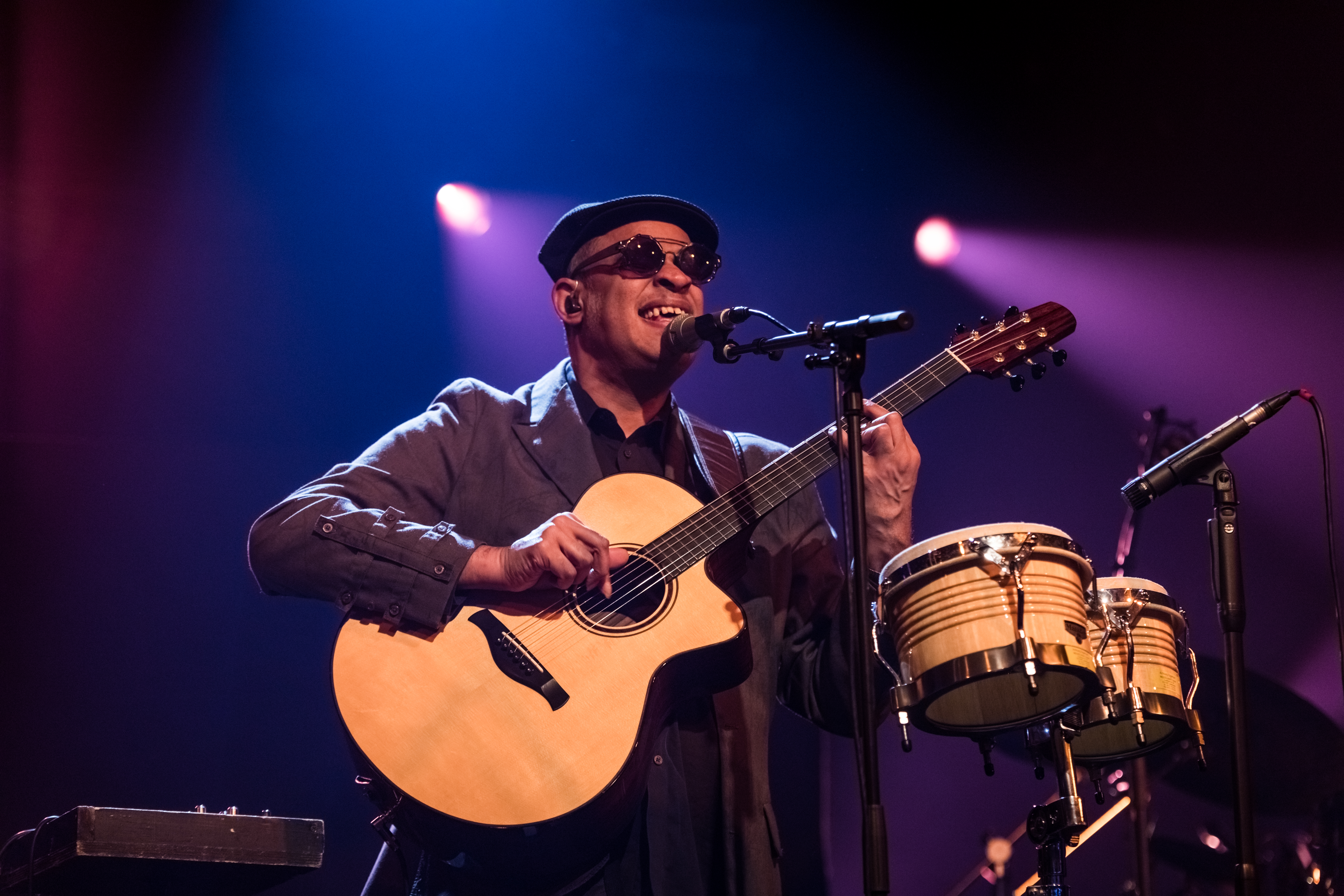
The Raul Midón Trio live bei den Leverkusener Jazztagen 2017

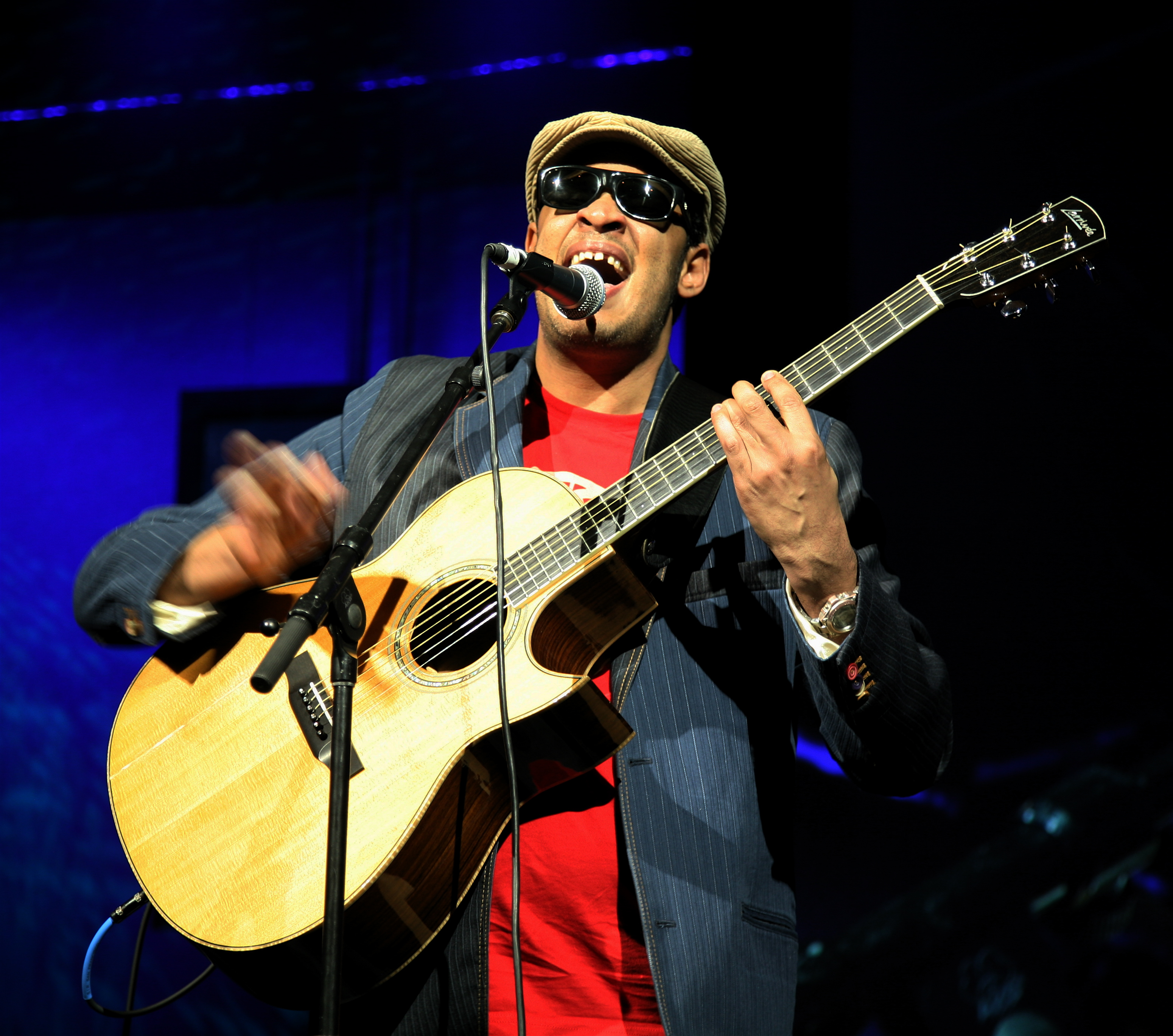
Raul Midón im März 2007

Raul Midón (* 14. März 1966) ist ein US-amerikanischer Singer-Songwriter aus New York. Midón ist bekannt für seine virtuose Gitarrenspielweise und seine A-cappella-Elemente, die er in seinen Songs unterbringt.

## Leben
Der blinde Musiker wurde in New Mexico geboren. Seine Eltern sind argentinischer und afro-amerikanischer Abstammung. Aufgrund mangelnden Schutzes der Augen in einem Brutkasten erblindeten er und sein Bruder kurz nach der Geburt. Mit vier Jahren lehrte ihn sein Vater das Schlagzeugspiel. Später besuchte Midón eine Schule für Blinde und anschließend eine Elite-Akademie in Santa Fe. Danach war er an der Universität von Miami eingeschrieben.

## Musikalische Karriere
Midón begann seine musikalische Karriere als Background-Sänger verschiedener bekannter Künstler, darunter Shakira, Jennifer Lopez, Christina Aguilera, Ricky Martin, Julio Iglesias und José Feliciano. 2002 startete Midón eine Solo-Karriere und arbeitete mit Jazz-Größen wie Paquito D’Rivera, Dave Valentin, Dave Samuels, Herbie Hancock, Marcus Miller und Claudio Roditi zusammen.
2005 erschien sein erstes Solo-Album State of Mind, welches durchweg gute Kritiken bekam. Zu diesem Album steuerte auch Stevie Wonder einen Gastbeitrag bei. 2007 erschien ein weiteres Studio-Album mit dem Titel A World Within a World, aus dem die Single Pick Somebody Up ausgekoppelt wurde. 2022 legte er ein Album mit Duetten vor (), das er während der COVID-19-Pandemie mit Dean Parks, Mike Stern, Alex Cuba, Lionel Loueke, Julia Bailin, Stéphane Wrembel, Lindsey Blair, Marvin Sewell, Romero Lubambo und Jonathan Kreisberg eingespielt hatte.

## Diskographische Hinweise

### Alben
- Gracias a la Vida (1999), RCA International
- Blind to reality (2001), self-released album
- Raul Midon Live EP (2003), self-released album
- State of Mind (2005), Manhattan Records
- A World Within a World (2007), Toshiba EMI
- Synthesis (2009: Europa; 2010: U.S.A), Universal
- Invisible chains, live from NYC (2012), self-released album
- Don’t Hesitate (2014), Artistry Music
- Bad Ass and Blind (2017), Artistry Music
- If You Really Want, mit Metropole Orkest (2018), Artistry Music
- The Mirror (2020), Mack Avenue

### Compilations
- Pick Somebody Up auf dem offiziellen Album des 15ten Istanbul International Jazz Festival (2008)